# Сент-Патрікс Атлетік
«Сент-Патрікс Атлетік» (англ. St Patrick's Athletic F.C., ірл. Cumann Peile Lúthchleas Phádraig Naofa) — ірландський футбольний клуб з Дубліна, заснований 1929 року. Виступає в найвищому дивізіоні Ірландії. Назва клубу означає Атлетик Святого Патрика.
Гаслом клубу є Ni neart go cur le chéile (ірландською), що означає «Немає сили без єдності».

## Історія
Одразу після заснування клубу, він став домінувати у лізі Ленстеру, що зрештою призвело до виходу у лігу Ірландії, де перші десять років були для команди надзвичайно успішними: зокрема у першому ж сезоні «Петс» здобули золото, що згодом повторили в сезонах 1955 та 1956 років. Крім того, у 1959 та 1961 роках команди виграла кубок Ірландії, обігравши відповідно «Вотефорд Юнайтед» та «Драмкондру» (при чому 1954 року вони програли фінал проти тієї ж «Драмкондри»).
Після цього настав тривалий період без жодних здобутків у чемпіонаті чи кубку. У 1967, 1974 та 1980 роках команда проходила до фіналу кубка Ірландії, проте в усіх трьох випадках програла. 
1986 року команду очолив майбутній тренер національної збірної Браян Керр, під проводом якого впродовж наступних одинадцяти років команда перебувала у вищій частині турнірної таблиці. 1988 року команді забракло одного очка, аби стати чемпіоном. Через два роки «Петс» здобули перший національний титул за 34 роки. Кінець 1990-их став другим періодом піднесення команди, з 1995 по 1999 клуб здобув ще три чемпіонства. Згодом у 2001 та 2003 роках команда виграла два кубки ліги. Також у 2003 та 2006 роках «Петс» зіграли у фіналі кубка Ірландії, проте в обох випадках програли.
На міжнародній арені клуб досі обмежувався участю у кваліфікаційних раундах, за винятком сезону 2008-2009, коли команда пробилася до першого раунду, де поступилася берлінській «Герті». В сезоні 2011-2012 клуб отримав право на участь в лізі Європі, оскільки «Спортінґ Фінгал», який посів четверте місце у чемпіонаті, не отримав домашню ліцензію на проведення матчів у 2011 році. Першого свого суперника ісландський «Вестманнаейя» «Петс» обіграли 2:1, згодом пройшли казахський «Шахтар» (3:2), після чого жереб звів їх з львівськими «Карпатами».

## Вболівальники
Вболівальники клубу відомі як одні з найактивніших та найгучніших у країні. Впродовж історії клубу будь-які потрясіння зустрічали протести вболівальників. 2001 року виникло ультрас-угруповання під назвою Shed End Invincibles, що за чотири роки досягло значного поступу в своїх акціях. Після періоду вигнання угруповання відновилося 2009 року під молодим керівництвом. Відтак їхня діяльність викликає повагу з боку вболівальників інших клубів; великі банери, фаєри та димові завіси є типовими явищами на іграх «Сент-Патрікс».

## Досягнення
Чемпіонат Ірландії

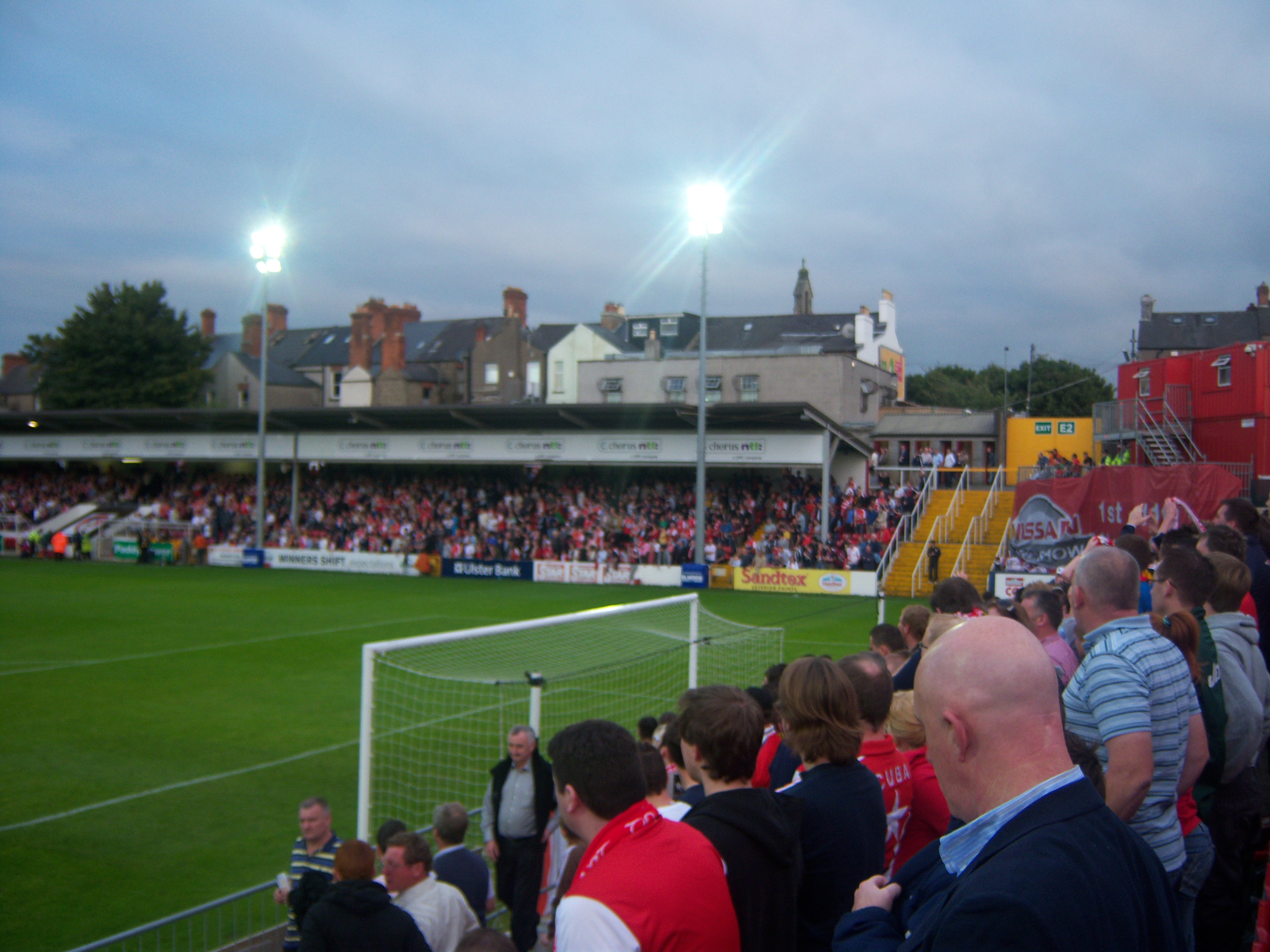
Річмонд-Парк — домашня арена клубу.

- Чемпіон (8): 1951–52, 1954–55, 1955–56, 1989–90, 1995–96, 1997–98, 1998–99, 2013

Кубок Ірландії
- Володар кубка (5): 1959, 1961, 2014, 2021, 2023

Суперкубок Ірландії
- Володар кубка (1): 1999

Кубок ірландської ліги
- Володар кубка (4): 2000—2001, 2003, 2015, 2016

Кубок Президента:
- 1: 2014

## Єврокубки
| Турнір                                             | М  | Пер | Н  | Пор | ГЗ | ГП  |
| -------------------------------------------------- | -- | --- | -- | --- | -- | --- |
| Кубок Європейських чемпіонів / Ліга чемпіонів УЄФА | 8  | 0   | 3  | 5   | 2  | 23  |
| Кубок ярмарків / Ліга Європи УЄФА / Кубок УЄФА     | 42 | 10  | 7  | 25  | 39 | 70  |
| Кубок Кубків УЄФА                                  | 2  | 0   | 0  | 2   | 1  | 8   |
| Кубок Інтертото                                    | 4  | 2   | 0  | 2   | 6  | 6   |
| Всього                                             | 56 | 12  | 10 | 34  | 48 | 107 |

Останнє оновлення: 18 липня 2019
| Сезон   | Змагання                     | Раунд | Суперник           | Вдома        | На виїзді    | В сукупності |
| ------- | ---------------------------- | ----- | ------------------ | ------------ | ------------ | ------------ |
| 1961–62 | Кубок володарів кубків       | 1Р    | Данфермлін Атлетік | 0–4          | 1–4          | 1–8          |
| 1967–68 | Кубок ярмарків               | 1Р    | Бордо              | 1–3          | 3–6          | 4–9          |
| 1988–89 | Кубок УЄФА                   | 1Р    | Гартс              | 0–2          | 0–2          | 0–4          |
| 1990–91 | Кубок Європейських чемпіонів | 1Р    | Динамо Бухарест    | 1–1          | 0–4          | 1–5          |
| 1996–97 | Кубок УЄФА                   | ПР    | Слован Братислава  | 3–4          | 0–1          | 3–5          |
| 1998–99 | Ліга чемпіонів               | 1КР   | Селтік             | 0–2          | 0–0          | 0–2          |
| 1999–00 | Ліга чемпіонів               | 1КР   | Зімбру             | 0–5          | 0–5          | 0–10         |
| 2002    | Кубок Інтертото              | 1Р    | Рієка              | 1–0          | 2–3          | 3–3 (г)      |
| 2002    | Кубок Інтертото              | 2Р    | Гент               | 3–1          | 0–2          | 3–3 (г)      |
| 2007–08 | Кубок УЄФА                   | 1КР   | Оденсе             | 0–0          | 0–5          | 0–5          |
| 2008–09 | Кубок УЄФА                   | 1КР   | Олімпс             | 2–0          | 1–0          | 3–0          |
| 2008–09 | Кубок УЄФА                   | 2КР   | Ельфсборг          | 2–1          | 2–2          | 4–3          |
| 2008–09 | Кубок УЄФА                   | 1Р    | Герта              | 0–0          | 0–2          | 0–2          |
| 2009–10 | Ліга Європи                  | 2КР   | Валетта            | 1–1          | 1–0          | 2–1          |
| 2009–10 | Ліга Європи                  | 3КР   | Крила Рад          | 1–0          | 2–3          | 3–3 (г)      |
| 2009–10 | Ліга Європи                  | ПО    | Стяуа              | 1–2          | 0–3          | 1–5          |
| 2011–12 | Ліга Європи                  | 1КР   | Вестманнаейя       | 2–0          | 0–1          | 2–1          |
| 2011–12 | Ліга Європи                  | 2КР   | Шахтар Караганда   | 2–0          | 1–2          | 3–2          |
| 2011–12 | Ліга Європи                  | 3КР   | Карпати            | 1–3          | 0–2          | 1–5          |
| 2012–13 | Ліга Європи                  | 1КР   | Вестманнаейя       | 1–0          | 1–2 (дод.ч.) | 2–2 (г)      |
| 2012–13 | Ліга Європи                  | 2КР   | Широкі Брієг       | 2–1 (дод.ч.) | 1–1          | 3–2          |
| 2012–13 | Ліга Європи                  | 3КР   | Ганновер 96        | 0–3          | 0–2          | 0–5          |
| 2013–14 | Ліга Європи                  | 1КР   | Жальгіріс          | 1–2          | 2–2          | 3–4          |
| 2014–15 | Ліга чемпіонів               | 2КР   | Легія              | 0–5          | 1–1          | 1–6          |
| 2015–16 | Ліга Європи                  | 1КР   | Сконто             | 0–2          | 1–2          | 1–4          |
| 2016–17 | Ліга Європи                  | 1КР   | Женесс Еш          | 1–0          | 1–2          | 2–2 (г)      |
| 2016–17 | Ліга Європи                  | 2КР   | Динамо Мінськ      | 0–1          | 1–1          | 1–2          |
| 2019–20 | Ліга Європи                  | 1КР   | Норрчепінг         | 0–2          | 1–2          | 1–4          |

Примітки
- (г): (Правило гола, забитого на чужому полі)
- (дод.ч.): (Додатковий час)
- 1Р: Перший раунд
- 2Р: Другий раунд
- ПР: Попередній раунд
- 1КР: Перший кваліфікаційний раунд
- 2КР: Другий кваліфікаційний раунд
- 3КР: Третій кваліфікаційний раунд
- ПО: Раунд плейоф